# Ismaël Bangoura
Ismaël Bangoura (* 2. Januar 1985 in Conakry) ist ein guineischer Fußballspieler. Er gehört zur Volksgruppe der Susu.

## Vereinskarriere
Bangoura spielte die letzten Jugendjahre in Guinea bei Athlético de Coléah. 2003 wurde er vom korsischen Klub Gazélec FCO Ajaccio entdeckt und wechselte nach Frankreich. Nach zwei Spielzeiten und 15 Toren in 44 Ligaeinsätzen wechselte er zum Ligue 1-Klub UC Le Mans. Er debütierte in der höchsten französischen Spielklasse am 5. November 2005 und steuerte beim 3:0-Erfolg über Olympique Marseille gleich einen Treffer bei. Nach sechs Treffern in der ersten Spielzeit bei Le Mans bildete er in der zweiten zusammen mit dem Brasilianer Grafite ein torgefährliches Duo. Er erzielte wie sein Sturmpartner zwölf Tore und stand damit auf Rang 3 in der Torschützenliste.
Am 5. Juli 2007 unterschrieb Bangoura einen Fünf-Jahres-Vertrag beim ukrainischen Spitzenklub Dynamo Kiew. Die Ablösesumme soll dabei etwa fünf Millionen Euro betragen haben. Bangoura gelang es sich auf Anhieb zurechtzufinden. In der ukrainischen Liga wurde er in seiner ersten Saison mit 15 Toren fünftbester Torschütze, und auch in der UEFA Champions League 2007/08 erzielte er zwei der vier Tore von Dynamo Kiew. In seiner zweiten Saison bei Kiew war er mit 13 Ligatreffern zweitbester Torschütze und hatte damit seinen Anteil am Gewinn der Meisterschaft.
Zur Saison 2009/10 wechselte er zurück nach Frankreich. Für eine Ablösesumme von etwa zehn Millionen Euro sicherte sich Stade Rennes den Angreifer, der einen Vier-Jahres-Vertrag unterschrieb.
Im September 2010 wechselte er für acht Millionen Euro zum Al-Nasr Sports Club aus Dubai. Im Januar 2012 kehrte er nach Frankreich zum damaligen Zweitligisten FC Nantes zurück. In der Spielzeit 2012/13 war er nach Katar zum Umm-Salal SC ausgeliehen, kehrte aber nach dem Aufstieg von Nantes in die Ligue 1 im Sommer 2013 dorthin zurück.

## Nationalmannschaftskarriere
Bangoura debütierte 2005 in der Nationalmannschaft Guineas. 2006 erreichte er mit seiner Landesauswahl das Viertelfinale der Afrikameisterschaft. Auch 2008 stand er im Aufgebot seines Landes.

## Erfolge
- Ukrainische Meisterschaft: 2008/09
- Teilnahme an Afrikameisterschaften: 2006 (3 Einsätze), 2008 (4 Einsätze/1 Tor)

## Sonstiges
Sein Bruder Ibrahima Bangoura ist ebenfalls Fußballspieler und Nationalspieler Guineas.